# Philautus cardamonus
Philautus cardamonus es una especie de anfibio anuro de la familia Rhacophoridae.

## Distribución geográfica yhábitat
Es endémica de Camboya. Su rango altitudinal oscila alrededor de 1650 m s. n. m..